# St Germain
St Germain ist der Künstlername des französischen Musikers Ludovic Navarre (* 10. April 1969 in Saint-Germain-en-Laye), unter dem er vier Alben veröffentlicht hat. Sein erstes Album Boulevard hat sich über 300.000 Mal und Tourist mehr als 200.000 Mal verkauft. St Germain bewegt sich in den Bereichen Nu Jazz, Acid Jazz und House. Vergleicht man die vier Alben im Lauf der Zeit, so merkt man einen Wandel vom reinen House zu mehr Jazz und Weltmusik.

## Mitglieder
St Germain besteht nicht nur aus Navarre, der den Kopf der Band bildet und den elektronischen Teil übernimmt, sondern auch aus:
- Pascal Ohse (Trompete)
- Edouard Labor (Saxophon, Flöte)
- Alexandre Destrez (Klavier, Keyboard)
- Idrissa Diop (Talking Drum)
- Carneiro (Percussion)
- Claudio de Qeiroz (Baritonhorn)

die aber nicht immer auf allen Alben zu hören sind.

## Diskografie

### Studioalben
| Jahr | Titel                                              | Höchstplatzierung, Gesamtwochen, AuszeichnungChartplatzierungen (Jahr, Titel, Platzierungen, Wochen, Auszeichnungen, Anmerkungen) | Höchstplatzierung, Gesamtwochen, AuszeichnungChartplatzierungen (Jahr, Titel, Platzierungen, Wochen, Auszeichnungen, Anmerkungen) | Höchstplatzierung, Gesamtwochen, AuszeichnungChartplatzierungen (Jahr, Titel, Platzierungen, Wochen, Auszeichnungen, Anmerkungen) | Höchstplatzierung, Gesamtwochen, AuszeichnungChartplatzierungen (Jahr, Titel, Platzierungen, Wochen, Auszeichnungen, Anmerkungen) | Höchstplatzierung, Gesamtwochen, AuszeichnungChartplatzierungen (Jahr, Titel, Platzierungen, Wochen, Auszeichnungen, Anmerkungen) | Anmerkungen                                                                  |
| Jahr | Titel                                              | DE | AT | CH | UK | FR | Anmerkungen                                                                  |
| ---- | -------------------------------------------------- | --- | --- | --- | --- | --- | ---------------------------------------------------------------------------- |
| 1995 | Boulevard – The Complete Series                    | — | — | — | UK— SilberUK | FR32 (21 Wo.)FR | Erstveröffentlichung: Juli 1995 Charteinstieg erst 2001                      |
| 1999 | From Detroit to St Germain                         | — | — | — | — | FR103 (5 Wo.)FR | Erstveröffentlichung: Juni 1999 Charteinstieg erst 2001; als Ludovic Navarre |
| 2000 | Tourist                                            | DE76 (6 Wo.)DE | AT23 (17 Wo.)AT | CH37 Gold · (76 Wo.)CH | UK73 Gold · (3 Wo.)UK | FR5 ×3Dreifachplatin · (107 Wo.)FR                                                                                                | Erstveröffentlichung: April 2000                                             |
| 2015 | St Germain                                         | DE92 (1 Wo.)DE | AT43 (3 Wo.)AT | CH22 (2 Wo.)CH | UK76 (1 Wo.)UK | FR15 (7 Wo.)FR | Erstveröffentlichung: Oktober 2015                                           |
| 2021 | Tourist Travel Versions – 20th Anniversary Edition | — | — | — | — | FR117 (1 Wo.)FR | Erstveröffentlichung: 29. Januar 2021                                        |

### Singles
| Jahr | Titel Album                                   | Höchstplatzierung, Gesamtwochen, AuszeichnungChartplatzierungen (Jahr, Titel, Album, Platzierungen, Wochen, Auszeichnungen, Anmerkungen) | Höchstplatzierung, Gesamtwochen, AuszeichnungChartplatzierungen (Jahr, Titel, Album, Platzierungen, Wochen, Auszeichnungen, Anmerkungen) | Höchstplatzierung, Gesamtwochen, AuszeichnungChartplatzierungen (Jahr, Titel, Album, Platzierungen, Wochen, Auszeichnungen, Anmerkungen) | Höchstplatzierung, Gesamtwochen, AuszeichnungChartplatzierungen (Jahr, Titel, Album, Platzierungen, Wochen, Auszeichnungen, Anmerkungen) | Höchstplatzierung, Gesamtwochen, AuszeichnungChartplatzierungen (Jahr, Titel, Album, Platzierungen, Wochen, Auszeichnungen, Anmerkungen) | Anmerkungen                |
| Jahr | Titel Album                                   | DE | AT | CH | UK | FR | Anmerkungen                |
| ---- | --------------------------------------------- | --- | --- | --- | --- | --- | -------------------------- |
| 1995 | Alabama Blues Boulevard – The Complete Series | — | — | — | UK50 (2 Wo.)UK | — | Erstveröffentlichung: 1995 |
| 2000 | Rose Rouge Tourist                            | — | — | — | UK54 (2 Wo.)UK | FR97 (2 Wo.)FR | Erstveröffentlichung: 2000 |
| 2000 | Sure Thing Tourist                            | — | — | — | UK77 (1 Wo.)UK | — | Erstveröffentlichung: 2000 |

Weitere Singles
- 1994: Mezzotinto (EP)
- 2001: So Flute
- 2002: Chaos
- 2015: Real Blues

## Auszeichnungen für Musikverkäufe
| Silberne Schallplatte - Europa (Impala) - 2009: für das Album From Detroit to St Germain Goldene Schallplatte - Niederlande - 2001: für das Album Boulevard – The Complete Series - Spanien - 2001: für das Album Tourist Platin-Schallplatte - Australien - 2002: für das Album Tourist - Europa (IFPI) - 2001: für das Album Tourist - Kanada - 2001: für das Album Tourist - Niederlande - 2001: für das Album Tourist | 2× Platin-Schallplatte - Belgien - 2002: für das Album Tourist 4× Platin-Schallplatte - Neuseeland - 2001: für das Album Tourist Diamantene Schallplatte - Europa (Impala) - 2009: für das Album Boulevard – The Complete Series |

Anmerkung: Auszeichnungen in Ländern aus den Charttabellen bzw. Chartboxen sind in ebendiesen zu finden.
| Land/RegionAuszeichnungen für Musikverkäufe (Land/Region, Auszeichnungen, Verkäufe, Quellen) | Silber     | Gold     | Platin       | Diamant  | Verkäufe    | Quellen             |
| -------------------------------------------------------------------------------------------- | ---------- | -------- | ------------ | -------- | ----------- | ------------------- |
| Australien (ARIA)                                                                            | —          | —        | Platin1      | —        | 70.000      | aria.com.au         |
| Belgien (BRMA)                                                                               | —          | —        | 2× Platin2   | —        | 100.000     | ultratop.be         |
| Europa (IFPI)                                                                                | —          | —        | Platin1      | —        | (1.000.000) | ifpi.org            |
| Europa (Impala)                                                                              | Silber1    | —        | —            | Diamant1 | (280.000)   | impalamusic.org     |
| Frankreich (SNEP)                                                                            | —          | —        | 3× Platin3   | —        | 900.000     | snepmusique.com     |
| Kanada (MC)                                                                                  | —          | —        | Platin1      | —        | 100.000     | musiccanada.com     |
| Neuseeland (RMNZ)                                                                            | —          | —        | 4× Platin4   | —        | 60.000      | Einzelnachweise     |
| Niederlande (NVPI)                                                                           | —          | Gold1    | Platin1      | —        | 90.000      | nvpi.nl             |
| Schweiz (IFPI)                                                                               | —          | Gold1    | —            | —        | 25.000      | hitparade.ch        |
| Spanien (Promusicae)                                                                         | —          | Gold1    | —            | —        | 50.000      | elportaldemusica.es |
| Vereinigtes Königreich (BPI)                                                                 | Silber1    | Gold1    | —            | —        | 160.000     | bpi.co.uk           |
| Insgesamt                                                                                    | 2× Silber2 | 4× Gold4 | 13× Platin13 | Diamant1 |             |                     |